# Cuerpo de Bomberos de Talca
El Cuerpo de Bomberos de Talca (CBT) opera en la comuna de Talca. Actualmente está formado por 9 compañías, lo que lo convierte en el Cuerpo de Bomberos más grande de la Región del Maule. Fue fundado el 1 de octubre de 1870.
Sigue la orgánica de todos los cuerpos de bomberos de Chile, desarrollando diversas labores como la extinción de incendios, el rescate vehícular, manejo de materiales peligrosos, entre otros

## Historia

### Antecedentes
Hacia mediados del siglo XIX, y con la ciudad de Talca creciendo de manera constante, los distintos servicios existentes comenzaron a verse sobrepasados. Tal como en la gran mayoría de las ciudades de Chile, el ámbito de la extinción de incendios, y de las respuestas a emergencias en general, eran más bien básicas y llevadas a cabo por miembros policiales y del ejército, y por personas que concurrían a apoyar en lo que pudiesen, donde en muchos casos no daban abasto.
El primer antecedente sobre algún cuerpo organizado para apagar incendios fue promovido por Nicolás Prieto, ayudante en la guardia nacional, a través de una solicitud hacia la municipalidad. Esta idea, sin embargo, fue descartada por falta de fondos. En 1860 nuevamente se intentaría lo mismo, esta vez siendo Nicolás Lois, quien sí obtendría autorización para la adquisición de útiles para sofocar incendios, como hachas y ganchos. Sin embargo, estos elementos, así como también la nula preparación de quienes se ofrecieron a acompañar, terminaron por descartar este proyecto.
Ya en esta época, la población talquina comenzaba a evidenciar la necesidad de la instalación de un cuerpo de Bomberos en la ciudad. En 1862, el diario La Esperanza comentaba sobre dicha urgencia:

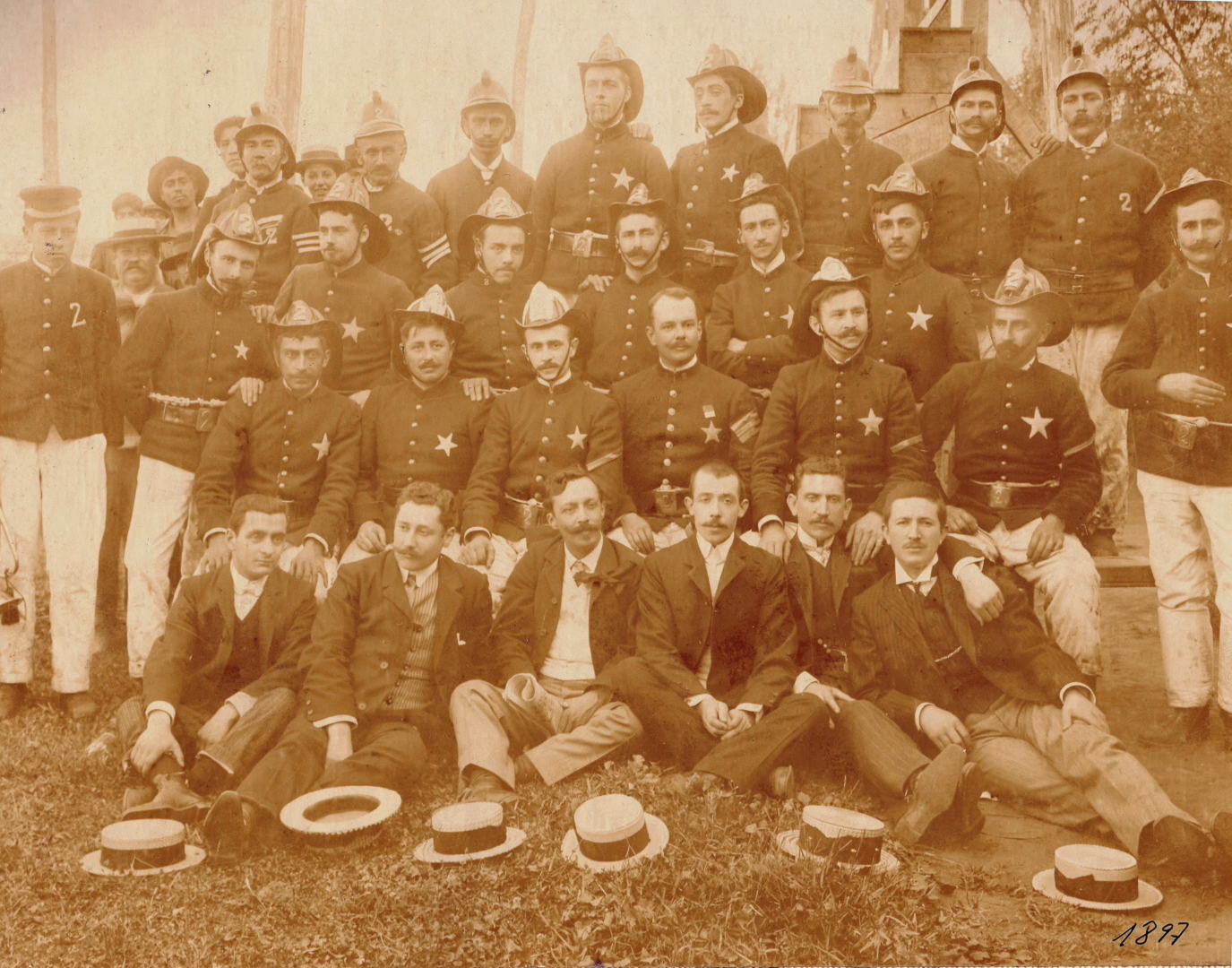
Miembros de la Segunda compañía del Cuerpo, 1898.

La ciudad de Talca necesita por lo menos una compañía de bomberos como las de Valparaíso: siempre que ha sucedido alguna desgracia de esta especie, una de las causas que han hecho cundir el estrago ha sido el no tener a mano las prevenciones necesarias para tales cosas, i la dificultad de que procedan con orden de individuos que jamas o mui rara vez se han encontrado en tales casos i que no estan ejercitados en el uso de los instrumentos que entonces se emplean. Se ha visto que hai en Talca jóvenes activos i de arrojo i no seria dificil formar una compañia de bomberos que adestrados por el ejercicio llegarian a ser sumamente útiles al pueblo.

### Fundación y primeros años
Finalmente sería en 1870, y luego de un tiempo de conversaciones y gestiones, el 1 de octubre se fundaba oficialmente el cuerpo de Bomberos de Talca. Compuesto en primera instancia por 69 jóvenes, la mayoría provenientes de las clases acomodadas de Talca y muchos miembros del club Talca, comenzarían esta abnegada labor de forma voluntaria y a puro esfuerzo. El primer cuartel se encontraba en la 2 oriente, entre 1 sur y 1 norte, y constaba de un simple edificio de dos pisos donde se reunían y se entrenaba a los bomberos. Y la primera bomba de incendios fue una a palanca facilitada por la municipalidad de Santiago el mismo año, la cual en la actualidad se conoce como la Bomba fundadora.

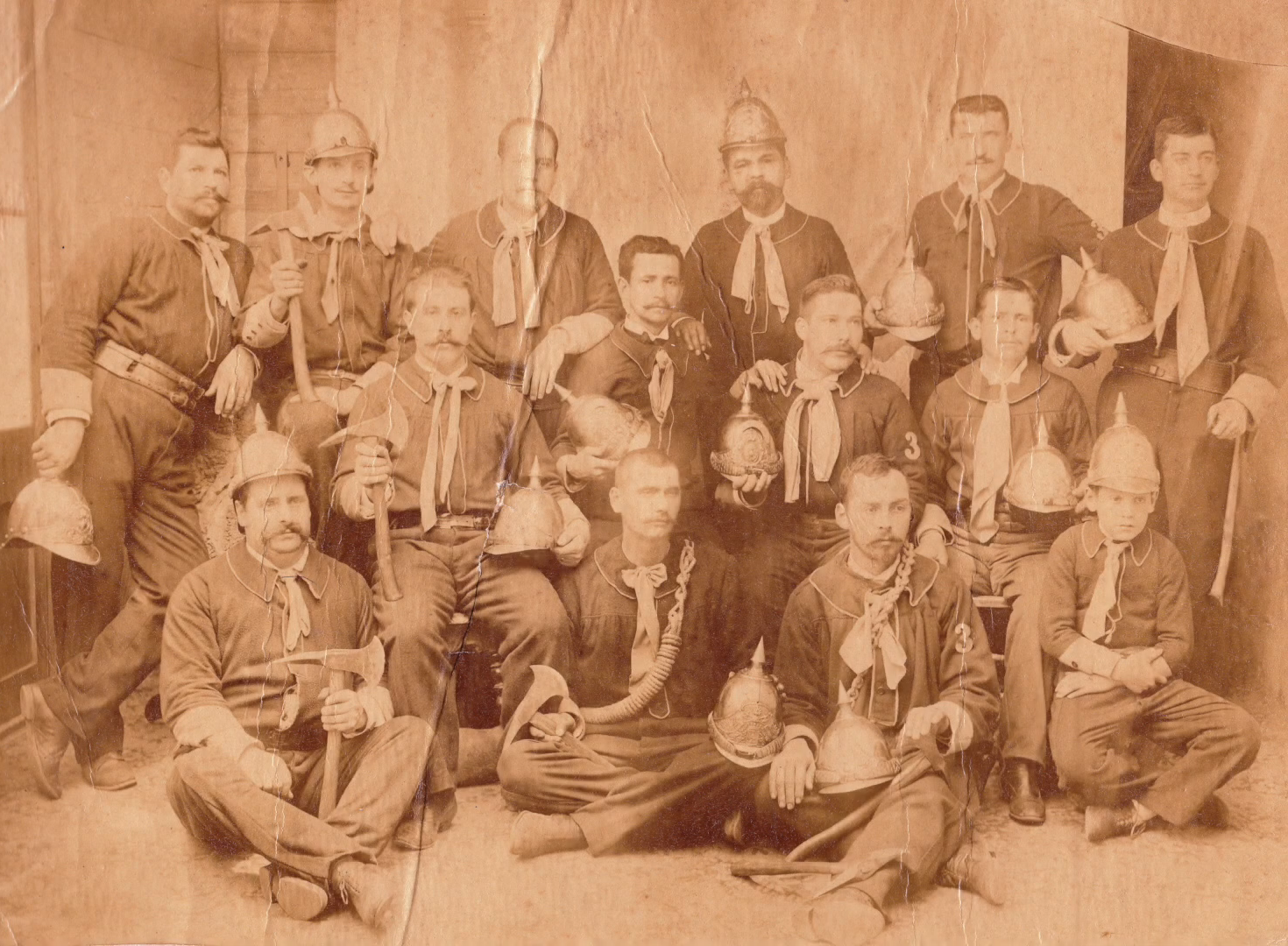
Miembros de la Tercera compañía del cuerpo con sus hachas

En 1879, al cuerpo se le dio la tarea de resguardar la seguridad de toda la ciudad, puesto que la policía de la ciudad debió partir hacia la guerra del pacífico en el batallón Talca. De esta forma, el cuerpo sería renombrado como Cuerpo de Bomberos Armado, ya que contaban con armamento entregado por el regimiento para mantener el orden de la ciudad. Luego de este periodo, y como reconocimiento por dicha labor, el general José Francisco Gana realizaría la entrega de otra bomba a palanca, obtenida en el contexto de la ocupación de Lima.

En 1882 el cuerpo de bomberos se cambia de cuartel, recibiendo por parte del gobierno un terreno ubicado en la 1 sur con 4 oriente. Dicha edificación tardó dos años en construirse y el arquitecto fue Aquiles Dell'Aquila, miembro honorario del cuerpo en ese entonces. Contaba con una torre central que en su cima tenía un campanario donado por el voluntario Marcos Trewhela.

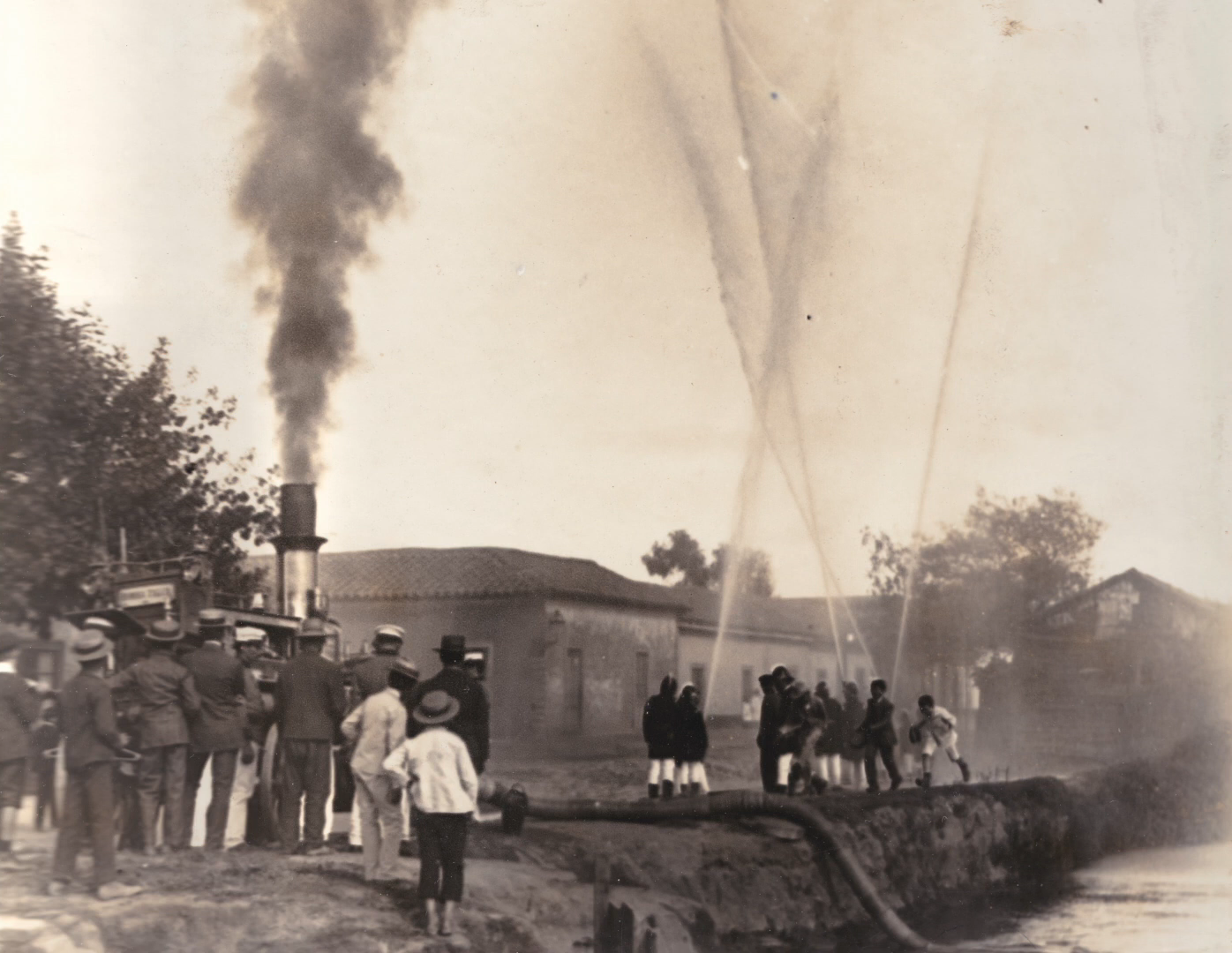
Bomberos en un ejercicio con la bomba a vapor Shand Mason & co. de la Primera compañía sacando agua del estero Baeza, año 1910.

El 6 de julio de 1884, y como consecuencia de diferencias entre sus miembros, el cuerpo de bomberos se separa en tres compañías, siendo la primera y segunda "de aguas" y la tercera de "hachas y escaleras". Todas compartiendo cuartel en el mismo de la 1 sur, el cual pasaría a ser el cuartel general.

### Crecimiento y actualidad
Hacia inicios del siglo XX, el cuerpo de bomberos aún se encontraba pobremente equipado, y las instalaciones de la ciudad no ayudaban a fortalecer la labor de los bomberos, quienes al momento de afrontar los incendios se veían superados. Esto generó críticas desde la ciudadanía y la prensa, quienes reprobaban la labor bomberil al ser, en la mayoría de los casos, infecunda a la hora de intentar apagar los incendios. Lo que a su vez provocó que en la primera década del siglo, el cuerpo debiese recurrir a informar el término de sus labores, siendo la presión necesaria para que el congreso de Chile, en 1910, decidiera aumentar el presupuesto para mejorar sus condiciones

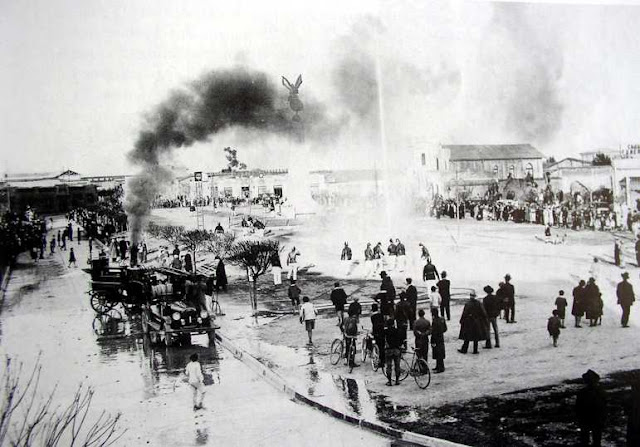
Ejercicio bomberil en la Plaza Ignacio Serrano, circa 1940.

En 1913, la primera compañía adquiriría un terreno ubicado en la 2 sur entre 4 y 5 oriente, ubicándose en ese lugar como compañía mientras las otras dos aún se encontraban en el cuartel de calle 1 sur. El 29 de mayo de 1926, y con solo once voluntarios se funda la cuarta compañía, siendo la primera en crearse en el siglo XX, sin embargo, a finales del mismo año se disuelve por falta de recursos.
En 1928, y como consecuencia del terremoto de dicho año, el cuartel de las segunda y tercera compañía se derrumbaría, debiendo ubicarse todas en la perteneciente a la primera compañía, volviéndola en el nuevo cuartel general. Sin embargo, este se encontraba en muy malas condiciones, de manera que fue imperiosa la necesidad de construir un nuevo recinto.
De esta forma, y luego de muchos esfuerzos para conseguir recursos y permisos, el 18 de octubre de 1940, con una importante presencia de autoridades comunales y nacionales, se inaugura el nuevo cuartel general, obra del arquitecto Víctor Veglia.
En 1948, y con el crecimiento de la ciudad, se intenta fundar nuevamente la cuarta compañía, esta vez con un mayor éxito, pues era la primera que se ubicaba al lado oriente de la línea férrea, que en ese entonces se encontraba a las orillas del radio urbano de la ciudad. Veinte años más tarde, en 1968, se funda la quinta compañía, ubicándose en el sector sur de la ciudad, que en ese entonces se encontraba en pleno crecimiento.
En 1991 se funda la sexta compañía, con tal de darle cobertura al creciente y recientemente instalado sector oriente. Ya en el siglo XXI se fundan tres compañías, todas ubicadas en las zonas periféricas y respondiendo a las nuevas condiciones habitacionales de Talca, caracterizado con un constante crecimiento hacia sus extremos. La última, de 2019, sería la primera en ubicarse en la zona rural de la comuna, en este caso en Panguilemo.

## Mártires
En la actualidad, el Cuerpo de Bomberos de Talca cuenta con dos miembros fallecidos en actos de servicio:
- Alberto Contreras Marcou (1.ª Compañía): Falleció el 7 de enero de 1954 cuando el carro de bombas en el que se transportaba hacia un incendio en el sector cordillerano volcó y cayó a un estero. Fue el único fallecido del accidente.[11]
- Juan Avendaño Jara (4.ª Compañía): Falleció el 17 de marzo de 1968 al chocar su motoneta con un camión mientras se dirigía a un incendio en el fundo Bella Unión, cercano a la comuna de San Clemente.[12]

## Compañías
| Compañía                                        | Fundación                | Cuartel                 |
| ----------------------------------------------- | ------------------------ | ----------------------- |
| Primera Compañía "Talca"                        | 8 de agosto de 1884      | 3 Sur #1179             |
| Segunda Compañía "Fundadora y Manuel Rodríguez" | 1 de octubre de 1870     | 5 Oriente 7 Norte #1789 |
| Tercera Compañía                                | 6 de julio de 1884       | 10 Oriente #136         |
| Cuarta Compañía "Bomba Oriente"                 | 29 de octubre de 1948    | 1 Sur #2060             |
| Quinta Compañía "Bomba España"                  | 14 de julio de 1968      | 4 poniente #405         |
| Sexta Compañía                                  | 12 de mayo de 1991       | 9 Sur #3098             |
| Séptima Compañía "Bomba Independencia"          | 7 de julio del 2011      | 5 Norte #3665           |
| Octava Compañía "Bomba Bicentenario"            | 8 de septiembre del 2012 | 21 Poniente #0558       |
| Novena Compañía "Bomba Panguilemo"              | 17 de enero de 2019      | Panguilemo s/n          |

## Museo Bomberil Benito Riquelme
El 13 de abril de 1958 se inaugura en el cuartel general el Museo Bomberil Benito Riquelme, más conocido como Museo de Bomberos de Talca. Su nombre es en honor a Benito Riquelme, miembro honorario del cuerpo y cronista talquino, quien promovió la existencia del museo para honrar a los bomberos y como forma de rescatar su historia.
Su objetivo es preservar y difundir el patrimonio bomberil de Talca, reconociendo la relevancia de estos para el desarrollo de la ciudad. Es, además, el primero de su tipo en Chile.